# Holbrookia maculata
Holbrookia maculata är en ödla i familjen Phrynosomatidae som förekommer i Nordamerika.

## Utseende
Med en kroppslängd (utan svans) upp till 70 mm är arten en liten ödla. Den har en grå, brun eller orange grundfärg med flera mönster som vanligen är anpassad till markens färg. På ovansidan förekommer oftast fyra rader av mörkbruna fläckar. Dessutom finns många små punkter i varierande färg intill de större fläckarna. Den vitaktiga undersidan kännetecknas av två svarta fläckar bakom varje överarm. Inslag av gul kan förekomma på hanarnas undersida. Honor har under fortplantningstiden ibland inslag av rosa på undersidan samt en orange fläck på strupen. Liksom hos andra släktmedlemmar saknas öronöppningar.

## Utbredning
Utbredningsområdet sträcker sig från södra South Dakota i USA över södra delen av Great Plains, västerut till Arizona och söderut till delstaterna Jalisco och Guanajuato i Mexiko. Arten vistas i regioner som ligger upp till 2100 meter över havet. Holbrookia maculata föredrar landskap med låg eller glest fördelad växtlighet i prärien, vid vattendragens strandlinjer, på kullar samt vid åkrar. Ibland besöks öppna skogar med arter av ensläktet och tallsläktet (arter som i Nordamerika kallas pinyon).

## Ekologi
Individerna gömmer sig i övergivna bon av gnagare eller de gräver sig ner. Även äggen som honan lägger grävs ner. Holbrookia maculata är främst aktiv på morgonen och på senare eftermiddagen. Den håller under senare hösten och vintern vinterdvala. Födan utgörs främst av insekter som skalbaggar, gräshoppor, bin, fjärilar och myror. Ibland kompletteras födan med spindeldjur och små ödlor.

## Status
Intensivt jordbruk kan påverka beståndet negativt. Betande nötkreatur och bränder som skapar ett öppnare landskap gynnar Holbrookia maculata. Arten listas av IUCN som livskraftig (LC).